# Sarcey, Rhône
Sarcey är en kommun i departementet Rhône i regionen Auvergne-Rhône-Alpes i östra Frankrike. Kommunen ligger i kantonen L'Arbresle som tillhör arrondissementet Lyon. År 2022 hade Sarcey 979 invånare.

## Befolkningsutveckling
Antalet invånare i kommunen Sarcey
| Referens: INSEE |